# Llista d'espècies de ctenízids
Llista d'espècies de ctenízids, una família d'aranyes migalomorfs descrita per primera vegada per Tord Tamerlan Teodor Thorell l'any 1887. Són aranyes de mida mitjana que es caracteritzen pel fet que protegeixen els caus amb una mena de tapa de terra, vegetació i seda. La seva distribució és molt àmplia, amb exemplars en tots els continents.
Aquest llistat conté la informació recollida fins al 3 de novembre de 2006.

## Gèneres i espècies

### Bothriocyrtum
Bothriocyrtum Simon, 1891
- Bothriocyrtum californicum (O. P.-Cambridge, 1874) (EUA)
- Bothriocyrtum fabrile Simon, 1891 (Mèxic)
- Bothriocyrtum tractabile Saito, 1933 (Taiwan)

### Conothele
Conothele Thorell, 1878
- Conothele arboricola Pocock, 1899 (Nova Bretanya)
- Conothele birmanica Thorell, 1887 (Myanmar)
- Conothele cambridgei Thorell, 1890 (Sumatra)
- Conothele doleschalli Thorell, 1881 (Queensland)
- Conothele ferox Strand, 1913 (Nova Guinea)
- Conothele fragaria (Dönitz, 1887) (Japó)
- Conothele gressitti (Roewer, 1963) (Micronèsia)
- Conothele hebredisiana Berland, 1938 (Vanuatu)
- Conothele lampra (Chamberlin, 1917) (desconegut)
- Conothele limatior Kulczyn'ski, 1908 (Nova Guinea)
- Conothele malayana (Doleschall, 1859) (Moluques, Nova Guinea, Austràlia)
- Conothele nigriceps Pocock, 1898 (Illes Solomon)
- Conothele spinosa Hogg, 1914 (Nova Guinea)
- Conothele taiwanensis (Tso, Haupt & Zhu, 2003) (Taiwan)
- Conothele trachypus Kulczyn'ski, 1908 (Nova Bretanya)
- Conothele truncicola Saaristo, 2002 (Seychelles)

### Cteniza
Cteniza Latreille, 1829
- Cteniza brevidens (Doleschall, 1871) (Sicília, Sardenya)
- Cteniza ferghanensis Kroneberg, 1875 (Àsia central)
- Cteniza moggridgei O. P.-Cambridge, 1874 (França, Itàlia)
- Cteniza sauvagesi (Rossi, 1788) (Còrsega, Sardenya)

### Cyclocosmia
Cyclocosmia Ausserer, 1871
- Cyclocosmia lannaensis Schwendinger, 2005 (Tailàndia)
- Cyclocosmia latusicosta Zhu, Zhang & Zhang, 2006 (Xina)
- Cyclocosmia loricata (C. L. Koch, 1842) (Mèxic, Guatemala)
- Cyclocosmia ricketti (Pocock, 1901) (Xina)
- Cyclocosmia siamensis Schwendinger, 2005 (Tailàndia)
- Cyclocosmia torreya Gertsch & Platnick, 1975 (EUA)
- Cyclocosmia truncata (Hentz, 1841) (EUA)

### Cyrtocarenum
Cyrtocarenum Ausserer, 1871
- Cyrtocarenum cunicularium (Olivier, 1811) (Grècia, Creta, Rhodes, Turquia)
- Cyrtocarenum grajum (C. L. Koch, 1836) (Grècia, Creta)

### Hebestatis
Hebestatis Simon, 1903
- Hebestatis lanthanus Valerio, 1988 (Costa Rica)
- Hebestatis theveneti (Simon, 1891) (EUA)

### Latouchia
Latouchia Pocock, 1901
- Latouchia batuensis Roewer, 1962 (Malàisia)
- Latouchia cornuta Song, Qiu & Zheng, 1983 (Xina)
- Latouchia cryptica (Simon, 1897) (Índia)
- Latouchia cunicularia (Simon, 1886) (Vietnam)
- Latouchia davidi (Simon, 1886) (Tibet)
- Latouchia fasciata Strand, 1907 (Xina)
- Latouchia formosensis Kayashima, 1943 (Taiwan)
  - Latouchia formosensis hyla Haupt & Shimojana, 2001 (Illes Ryukyu)
  - Latouchia formosensis smithi Tso, Haupt & Zhu, 2003 (Taiwan)
- Latouchia fossoria Pocock, 1901 (Xina)
- Latouchia hunanensis Xu, Yin & Bao, 2002 (Xina)
- Latouchia japonica Strand, 1910 (Japó)
- Latouchia kitabensis (Charitonov, 1946) (Àsia central)
- Latouchia parameleomene Haupt & Shimojana, 2001 (Okinawa)
- Latouchia pavlovi Schenkel, 1953 (Xina)
- Latouchia swinhoei Pocock, 1901 (Okinawa, Illes Ryukyu)
- Latouchia typica (Kishida, 1913) (Xina, Japó)
- Latouchia vinhiensis Schenkel, 1963 (Xina)

### Stasimopus
Stasimopus Simon, 1892
- Stasimopus artifex Pocock, 1902 (Sud-àfrica)
- Stasimopus astutus Pocock, 1902 (Sud-àfrica)
- Stasimopus bimaculatus Purcell, 1903 (Sud-àfrica)
- Stasimopus brevipalpis Purcell, 1903 (Sud-àfrica)
- Stasimopus caffrus (C. L. Koch, 1842) (Sud-àfrica)
- Stasimopus castaneus Purcell, 1903 (Sud-àfrica)
- Stasimopus coronatus Hewitt, 1915 (Sud-àfrica)
- Stasimopus dreyeri Hewitt, 1915 (Sud-àfrica)
- Stasimopus dubius Hewitt, 1913 (Sud-àfrica)
- Stasimopus erythrognathus Purcell, 1903 (Sud-àfrica)
- Stasimopus fordi Hewitt, 1927 (Sud-àfrica)
- Stasimopus gigas Hewitt, 1915 (Sud-àfrica)
- Stasimopus qumbu Hewitt, 1913 (Sud-àfrica)
- Stasimopus insculptus Pocock, 1901 (Sud-àfrica)
  - Stasimopus insculptus peddiensis Hewitt, 1917 (Sud-àfrica)
- Stasimopus kentanicus Purcell, 1903 (Sud-àfrica)
- Stasimopus kolbei Purcell, 1903 (Sud-àfrica)
- Stasimopus leipoldti Purcell, 1902 (Sud-àfrica)
- Stasimopus longipalpis Hewitt, 1917 (Sud-àfrica)
- Stasimopus mandelai Hendrixson & Bond, 2004 (Sud-àfrica)
- Stasimopus maraisi Hewitt, 1914 (Sud-àfrica)
- Stasimopus meyeri (Karsch, 1879) (Sud-est d'Àfrica)
- Stasimopus minor Hewitt, 1915 (Sud-àfrica)
- Stasimopus nanus Tucker, 1917 (Sud-àfrica)
- Stasimopus nigellus Pocock, 1902 (Sud-àfrica)
- Stasimopus obscurus Purcell, 1908 (Sud-àfrica)
- Stasimopus oculatus Pocock, 1897 (Sud-àfrica)
- Stasimopus palpiger Pocock, 1902 (Sud-àfrica)
- Stasimopus patersonae Hewitt, 1913 (Sud-àfrica)
- Stasimopus poweri Hewitt, 1915 (Sud-àfrica)
- Stasimopus purcelli Tucker, 1917 (Sud-àfrica)
- Stasimopus quadratimaculatus Purcell, 1903 (Sud-àfrica)
- Stasimopus robertsi Hewitt, 1910 (Sud-àfrica)
- Stasimopus rufidens (Ausserer, 1871) (Sud-àfrica)
- Stasimopus schoenlandi Pocock, 1900 (Sud-àfrica)
- Stasimopus schreineri Purcell, 1903 (Sud-àfrica)
- Stasimopus schultzei Purcell, 1908 (Namíbia)
- Stasimopus spinipes Hewitt, 1917 (Sud-àfrica)
- Stasimopus spinosus Hewitt, 1914 (Sud-àfrica)
- Stasimopus steynburgensis Hewitt, 1915 (Sud-àfrica)
- Stasimopus suffuscus Hewitt, 1916 (Sud-àfrica)
- Stasimopus tysoni Hewitt, 1919 (Sud-àfrica)
- Stasimopus umtaticus Purcell, 1903 (Sud-àfrica)
  - Stasimopus umtaticus rangeri Hewitt, 1927 (Sud-àfrica)
- Stasimopus unispinosus Purcell, 1903 (Sud-àfrica)

### Ummidia
Ummidia Thorell, 1875
- Ummidia absoluta (Gertsch & Mulaik, 1940) (EUA)
- Ummidia aedificatoria (Westwood, 1840) (Oest del Mediterrani)
- Ummidia armata (Ausserer, 1875) (desconegut)
- Ummidia asPerúla (Simon, 1889) (Veneçuela)
- Ummidia audouini (Lucas, 1835) (EUA)
- Ummidia beatula (Gertsch & Mulaik, 1940) (EUA)
- Ummidia carabivora (Atkinson, 1886) (EUA)
  - Ummidia carabivora emarginata (Atkinson, 1886) (EUA)
- Ummidia celsa (Gertsch & Mulaik, 1940) (EUA)
- Ummidia erema (Chamberlin, 1925) (EUA)
- Ummidia funerea (Gertsch, 1936) (EUA)
- Ummidia gandjinoi (Andreeva, 1968) (Tajikistan)
- Ummidia glabra (Doleschall, 1871) (Brasil)
- Ummidia modesta (Banks, 1901) (EUA)
- Ummidia nidulans (Fabricius, 1787) (Índies Occidentals)
- Ummidia oaxacana (Chamberlin, 1925) (Mèxic)
- Ummidia occidentalis (Simon, 1909) (Marroc)
- Ummidia pustulosa (Becker, 1879) (Mèxic)
- Ummidia pygmaea (Chamberlin & Ivie, 1945) (EUA)
- Ummidia rugosa (Karsch, 1880) (Costa Rica, Panamà)
- Ummidia salebrosa (Simon, 1891) (St. Vincent)
- Ummidia tuobita (Chamberlin, 1917) (EUA)
- Ummidia zebrina (F. O. P.-Cambridge, 1897) (Guatemala)
- Ummidia zilchi Kraus, 1955 (El Salvador)